# Conflito étnico
Um conflito étnico ou guerra étnica é um conflito armado entre grupos étnicos, muitas vezes como resultado do nacionalismo étnico. Eles são de interesse por causa da prevalência aparente desde a Guerra Fria e porque frequentemente resultam em crimes de guerra, como genocídio.
O conflito étnico é um termo sociológico para definir qualquer conflito de natureza violenta, bélica, ou militar entre dois ou mais grupos étnicos, ou seja, de pessoas de diferentes origens culturais, religiosas, raciais ou geográficas.
Os conflitos étnicos podem estar entre diferentes grupos raciais, como o atrito entre negros e brancos nos Estados Unidos e África do Sul causado pela segregação racial e o "apartheid"; entre grupos racialmente homogêneos, mas de grande diversidade religiosa como o conflito entre católicos e protestantes na Irlanda do Norte; entre grupos religiosos homogêneos, mas de diversas etnias como o massacre entre os hutus e tutsis (católica) no Ruanda; e até mesmo entre os grupos étnicos e religiosos diferentes como o conflito árabe-israelense e sino-tibetano. Se difere de genocídio em que tende a ser perpetrado contra uma população de presos e impossibilitados de se defenderem, enquanto que em um conflito étnico ambos os lados, muitas vezes têm capacidade militar para atacar o outro (embora muitas vezes um lado é mais poderoso que os outros envolvidos).
Além disso, em alguns casos, usa-se o termo "conflito religioso", quando os motivos do conflito possuem pretexto mais religioso que racial como no Oriente Médio, Irlanda do Norte, Sudão e no Tibete.
Os conflitos étnicos existem na humanidade desde o início dos tempos. Alguns antropólogos, por exemplo, acreditam que o Neanderthal foi extinto por uma guerra étnica contra os homo sapiens. Vários povos primitivos também envolveram-se em muitos os conflitos étnicos, especialmente com a passagem dos nômades e as sociedades tribais para os grandes impérios das cidade-estado, e da invasão e dominação de um povo sobre outro.
Durante a Idade Média eram comuns os conflitos étnicos, as Cruzadas são um dos maiores da história. Nos tempos mais tarde, surgiram muitos conflitos étnicos produto da conquista da América e do colonialismo das potências europeias.
No século XXI alguns dos conflitos mais importantes são:
- Conflitos no Oriente Médio
  - Conflito árabe-israelense
  - Conflito palestino-israelense
  - Guerra Civil Libanesa
- Guerras iugoslavas
  - Guerra da Bósnia
  - Guerra do Kosovo
  - Conflito sérvio-albanês
- Conflitos no Cáucaso
  - Conflito georgiano-osseta
  - Conflito georgiano-abecásio
  - Guerra de Nagorno-Karabakh
  - Conflito na Chechênia
- Conflito na Irlanda do Norte
- Conflito em Darfur, no Sudão
- Conflito entre o Tibete e a China
- Guerra Civil do Sri Lanka
- Conflito na Caxemira (conflitos entre hindus e muçulmanos em Jammu e Caxemira) (Índia e Paquistão)
- Conflitos entre hindus e sikhs no Punjab, na Índia
- Conflitos entre hindus e muçulmanos em Bangladesh
- Guerra Civil de Ruanda
  - Genocídio de Ruanda
- Conflito no Chipre (conflito entre gregos e turcos em Chipre).
- Conflitos na Indonésia
  - Conflito de Papua
  - Insurgência em Aceh
  - Ocupação de Timor-Leste pela Indonésia
- Conflitos no Chifre da África
- Nigéria
  - Insurgência do Boko Haram
  - Conflito no Delta do Níger

- Conflito entre a Rússia e Ucrânia